# Sammenskudsgilde
Sammenskudsgilde er et dansk ord (engelsk: potluck, svensk: knytkalas) som betegner et madkoncept hvor deltagerne medbringer en ret hver. Sammen udgør de enkelte retter således et gilde af et måltid som deltagerne deler.
Ved at holde sammenskudsgilde har værtskabet, individet eller den individuelle husstand ikke al ansvaret, da opgaverne er fordelt forhåndsvis.
Sammenskudsgildet ses ofte til julebuffet, påskefrokost eller ved anden festlig lejlighed.